# Finlands Kantor-organistförbund
Finlands Kantor-organistförbund (finska: Suomen Kanttori-urkuriliitto) är ett finländskt fackförbund med mer än 1000 kantorer, studerande och pensionärer. Förbundets mål är att stärka kantorernas identitet, främja kollegialitet samt yrkeskompetens och hantering av jobbet. Finlands Kantor-Organistförbund bildar tillsammans med Finlands Kyrkas Prästförbund och Finlands Teologförbund organisationen AKI-förbunden rf. Förbundens administration och verksamhet är integrerade. AKI:s kansli sköter medlemsförbundens intressebevakning gällande löner och anställningsförhållanden samt externa relationer. Medlemsförbunden ansvarar för frågor som rör yrket och utbildning.

## Historia
Finlands Kantor-organistförbund grundades den 15 juni 1907 under namnet Finlands Klockar- och organistförening. Klockarna, som kantorerna kallades vid den tiden, konstaterade att det var svårt att sköta gemensamma angelägenheter och samla ämbetsmännen utan en organiserad föreningsverksamhet.
Bland de första diskussions- och verksamhetsfrågorna fanns bland annat lönefrågor, kantorutbildning, höjning av folkets psalmsång, omfattningen av sångundervisningen i konfirmandundervisningen samt utlåtanden till Riksdagen och kyrkomötet. Förbundets första ordförande mellan 1908 och 1922 var Oskari Kaakonkalvo.
Förbundet anslöt sig till TOC år 1964 men övergick till Akava år 1973 på grund av organisationsförändringar och sammanslagningskrav inom TOC.
År 2001 grundade Diakoniarbetarnas förbund, Finlands Kantor-organistförbund och Finlands Kyrkas Prästförbund en gemensam centralorganisation, Akavas kyrkliga yrkesförbund (AKI). Samarbetet fördjupades 2005, men Diakoniarbetarnas förbund lämnade då AKI-samarbetet. År 2012 ändrades centralorganisationens namn till Kyrkans akademiker AKI rf, och den omfattar fortfarande Kantor-Organistförbundet och Prästförbundet samt Finlands Teologförbund, som grundades 2017. Förbunden arbetar i ett gemensamt kansli med förhandlings- och avtalsfrågor, medan grundförbundens roll är att ansvara för yrkesfrågor.
Förbundet publicerade en 100-årshistorik i samband med sitt 100-årsjubileum den 15 juni 2007 i Helsingfors. Historikens avsnitt om förbundets historia skrevs av professor Reijo Pajamo.

## Organisation och medlemskap
Finlands Kantor-organistförbunds ordinarie medlemmar väljer vart fjärde år ett 11-medlemmars fullmäktige, som är förbundets högsta beslutande organ och bland annat väljer förbundets ordförande och styrelse. Styrelsen, som ansvarar för att genomföra besluten, består av en ordförande, fyra ordinarie ledamöter och tre suppleanter, varav en väljs från den svenskspråkiga underavdelningen. Tre av de ordinarie ledamöterna ingår även i AKI:s styrelse.
Som ordinarie medlem i förbundet kan den ansluta sig som har avlagt en examen som kvalificerar för kantorstjänst inom Finlands evangelisk-lutherska kyrka. Studenter inom kyrkomusik kan ansluta sig som studerandemedlemmar.
Förbundet är en riksomfattande, tvåspråkig organisation med över tusen medlemmar, vilket motsvarar nästan 80 procent av kantorerna i Finland. Medlemskåren består av ungefär lika många kvinnor som män.